# Tà seng
Tà seng (danh pháp khoa học: Brownlowia emarginata) là một loài thực vật có hoa trong họ Cẩm quỳ. Loài này được Pierre mô tả khoa học đầu tiên năm 1888.